# 야마사토역
야마사토역(일본어: 山郷駅)은 일본 돗토리현 야즈군 지즈정에 위치한 지즈 급행 지즈 선의 철도역이다. 단선 승강장 1면 1선의 구조를 갖춘 지상역이다.

## 역 주변
- 국도 제373호선
- 돗토리 자동차도 지즈미나미 나들목
- 돗토리 자동차도 후쿠하라 PA · BS
- 돗토리 현도 7호 지즈카쓰타 선

## 역사
- 1994년 12월 3일 : 지즈 급행 지즈 선 개업과 동시에 설치.

## 인접 역
| 지즈 급행 ■ 지즈 선        | 지즈 급행 ■ 지즈 선 | 지즈 급행 ■ 지즈 선    |
| -------------------------- | ------------------- | ---------------------- |
| 아와쿠라온센 가미고리 방면 | ■ 지즈 선           | 고이야마가타 지즈 방면 |